# 羅氏石鯛
羅氏石鯛（學名：Oplegnathus robinsoni）為輻鰭魚綱鱸形目鱸亞目石鯛科的其中一種，分布於西印度洋莫三比克至南非海域，深度20-100公尺，本魚體側扁而高，口小，上下頷齒成鸚鵡嘴狀，幼魚體黃色並具有數條深色寬橫紋，成魚體色為鐵灰色，背鰭硬棘11枚；背鰭軟條20-24枚；臀鰭硬棘3枚；臀鰭軟條14-17枚，體長可達60公分，棲息在珊瑚礁、岩礁區，屬肉食性，以底棲性無脊椎動物為食，生活習性不明，可作為食用魚及遊釣魚。